# Alianza Agraria
Alianza Agraria är en ort i Mexiko.   Den ligger i kommunen Xicoténcatl och delstaten Tamaulipas, i den centrala delen av landet, 400 km norr om huvudstaden Mexico City. Alianza Agraria ligger 64 meter över havet och antalet invånare är 493.
Terrängen runt Alianza Agraria är mycket platt. Runt Alianza Agraria är det ganska glesbefolkat, med 43 invånare per kvadratkilometer. Närmaste större samhälle är Ciudad Mante, 7,7 km söder om Alianza Agraria. Trakten runt Alianza Agraria består till största delen av jordbruksmark.